# Херцберг (Эльстер)
Херцберг (нем. Herzberg) — город в Германии, районный центр, расположен в земле Бранденбург, является одним из трёх центров земельного округа.
Входит в состав района Эльба-Эльстер.  Занимает площадь 148,49 км². Официальный код — 12 0 62 224.

## Население
| Год  | Население |
| ---- | --------- |
| 1990 | 12 165    |
| 1995 | 11 897    |
| 2000 | 11 380    |
| 2005 | 10 930    |
| 2010 | 9 982     |
| 2015 | 9 067     |
| 2020 | 8 776     |

## География
Херцберг находится в низинах образованных рекой Черный Эльстер.

### Географическое положение
Город Херцберг находится на реке Черный Эльстер, на расстоянии примерно 90 км от Берлина на границе Саксонии и Саксонии-Анхальт. Место пересечения федеральных трасс B 87 и B 101.

### Соседство
Херцберг граничит со следующими поселениями: Шёневальде, Кремицауэ, Шлибен, Ибигау-Варенбрюк, Фалькенберг (Эльстер), Байльроде und Аннабург.

## История
В 1239 году Херцберг был впервые документально упомянут в качестве города. Старейшие археологические находки в этом месте датируются 1215 годом. Долгое время историки опирались на документ, в котором было сказано, что город основан в 1184 году, но позднее выяснилось, что документ был ненастоящим, и город Херцберг сыграл важную роль в регионе значительно позже.
Название города Херцберг происходит от слова хиршен (нем. Hirschen — олени). С момента образования город назывался Хиршберг (нем. Hirschberg), позже Hirthsbergh и Hirzberg и уже потом название которое используется по сегодняшний день.
В 1361 году город Херцберг получил привилегию на проведение рынков соли. Средневековый торговый путь из Лейпцига через Торгау и во Франкфурт-на-Одере тоже проходил через Херцберг.
Уже в 1522 году здесь была проведена первое протестантское богослужение на немецком языке, которое провёл Йоханнес Вагнер. Филипп Меланхтон уже в 1538 году составил школьный кодекс для здешней гимназии, который позднее был принят по всей Германии.
Херцберг — один из немногих городов Германии, который не был завоёван в ходе Тридцатилетней войны из-за обширной речной и канавной системы.
В 1757 году городской пожар уничтожил большую часть города. По решению Венского конгресса 1815 года город вошёл к провинцию Саксония.

## Политика

### Мэр
С января 1994 мэром является Михаэль Экник (Michael Oecknigk) из партии ХДС. Следующий мэр Карстен Ойле-Прютц (беспартийный) был выбран на 8 лет, 24-го сентября 2017 с 63,7 процентами голосов. Он вступил в должность 6 января 2018.

## Достопримечательности и культура

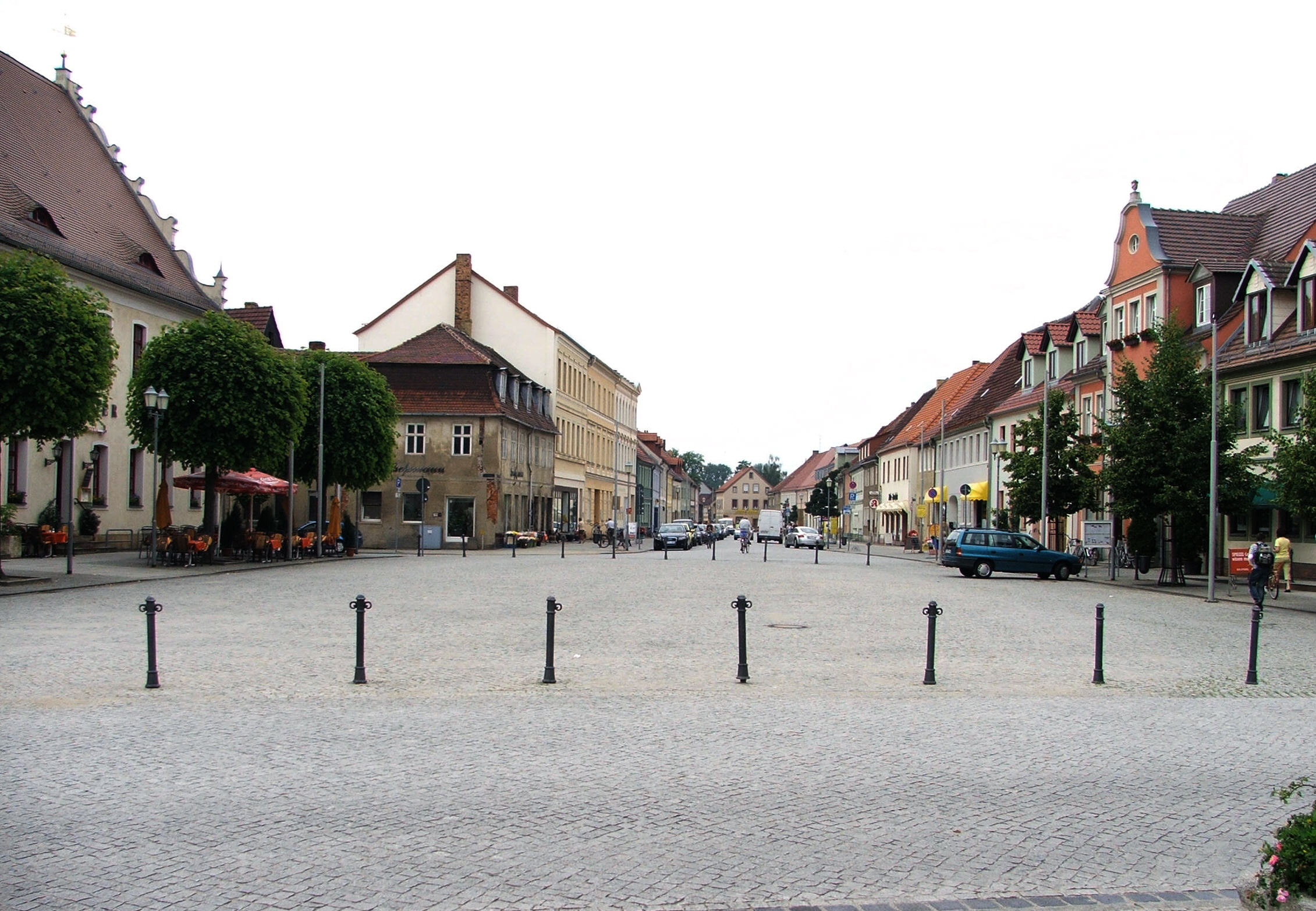
Markt
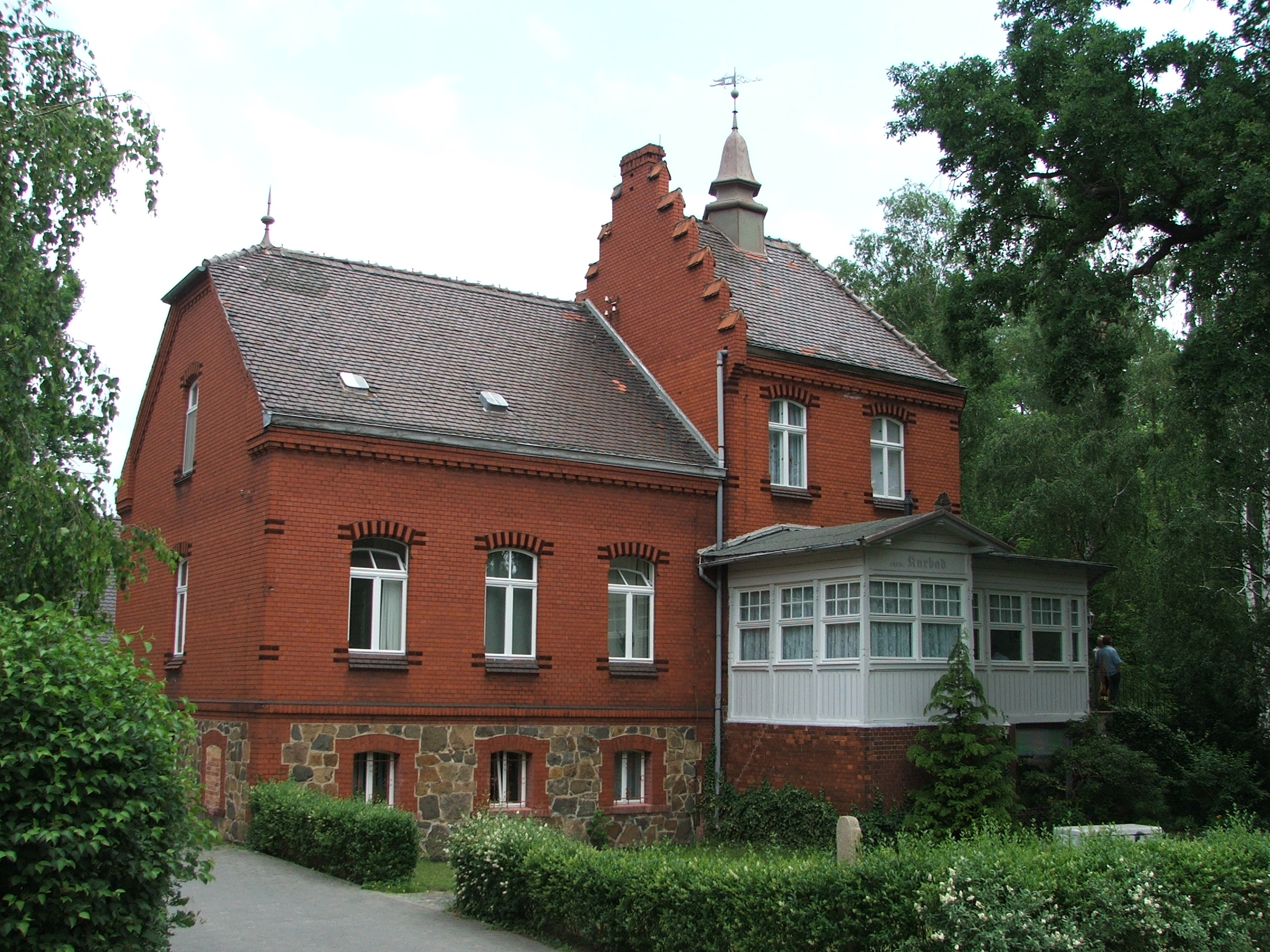
Altes Kurhaus
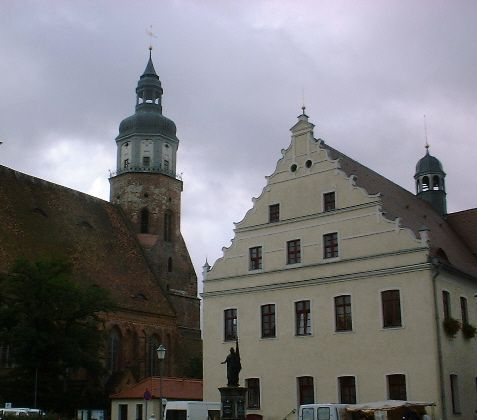
Херцберг
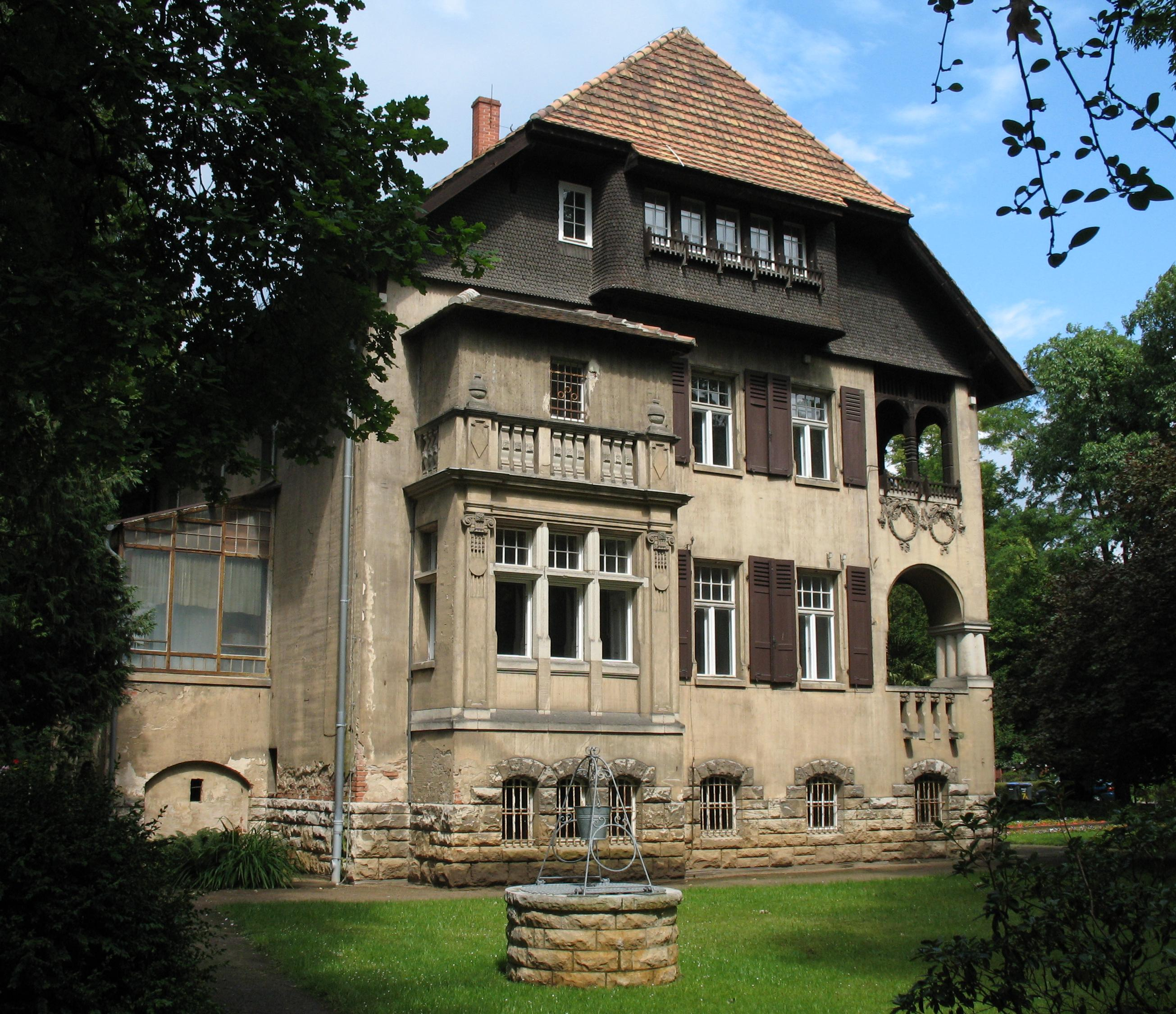
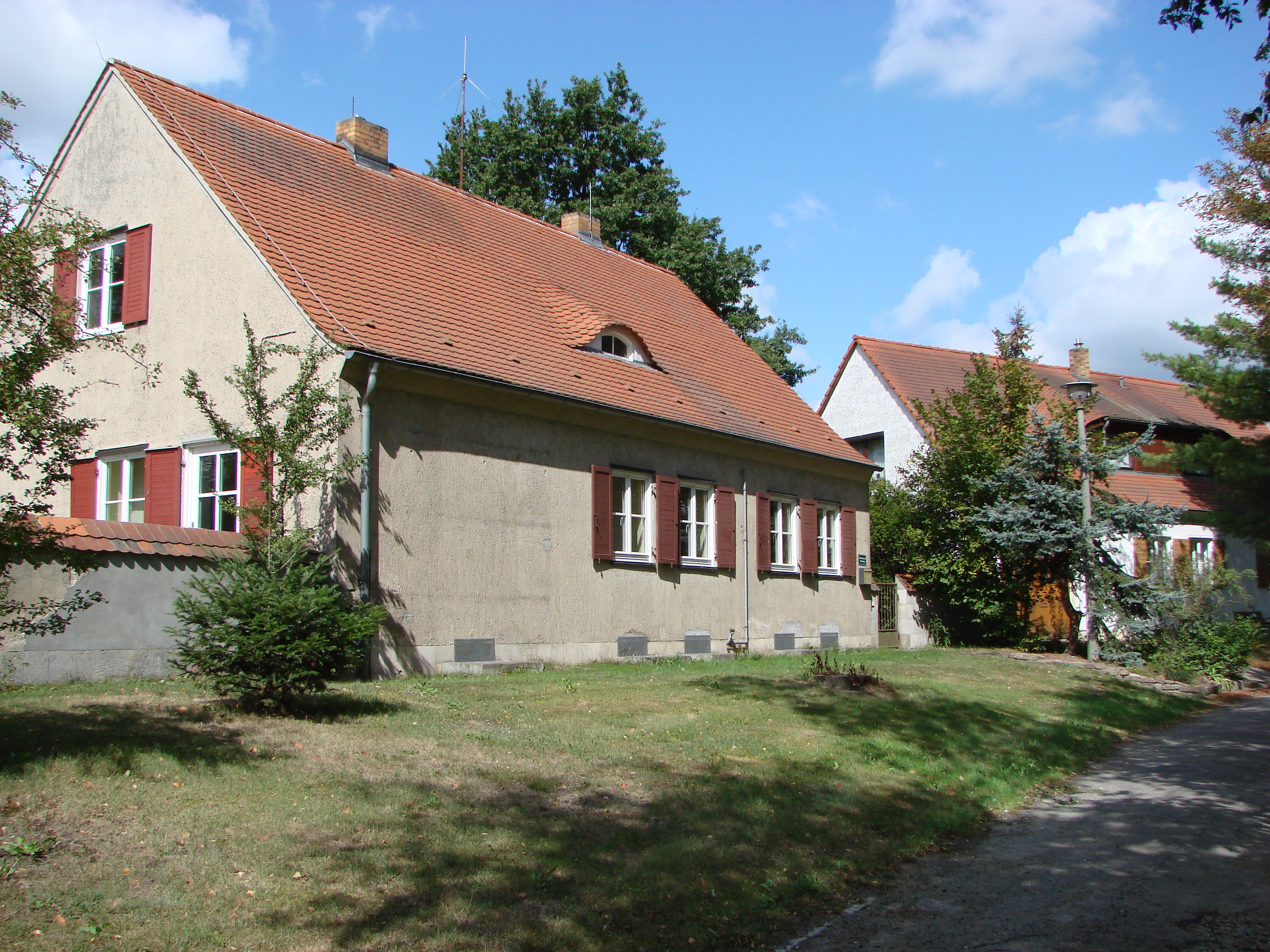
Wohnhaus in der Siedlung Am Sender
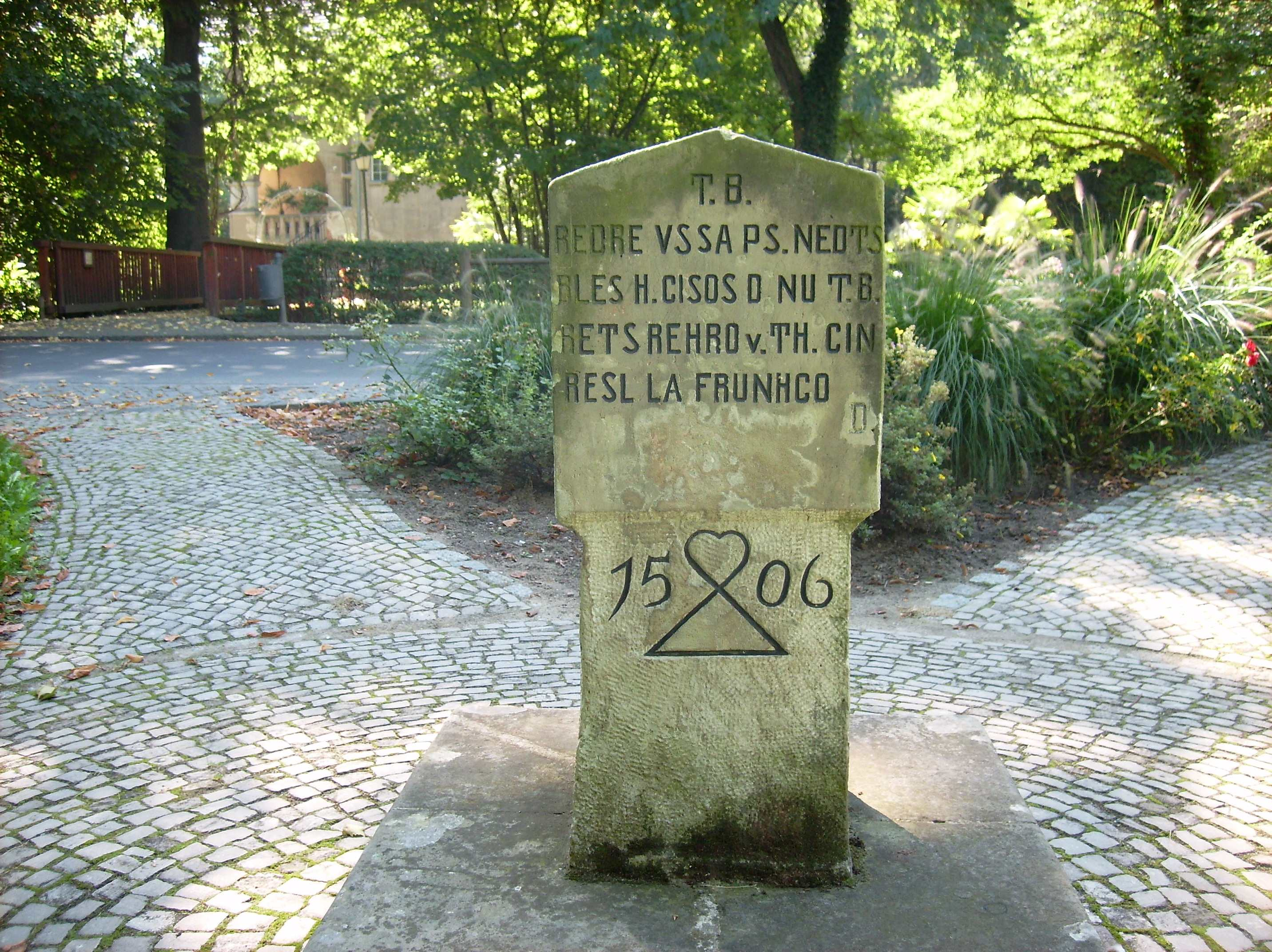
Wunderstein
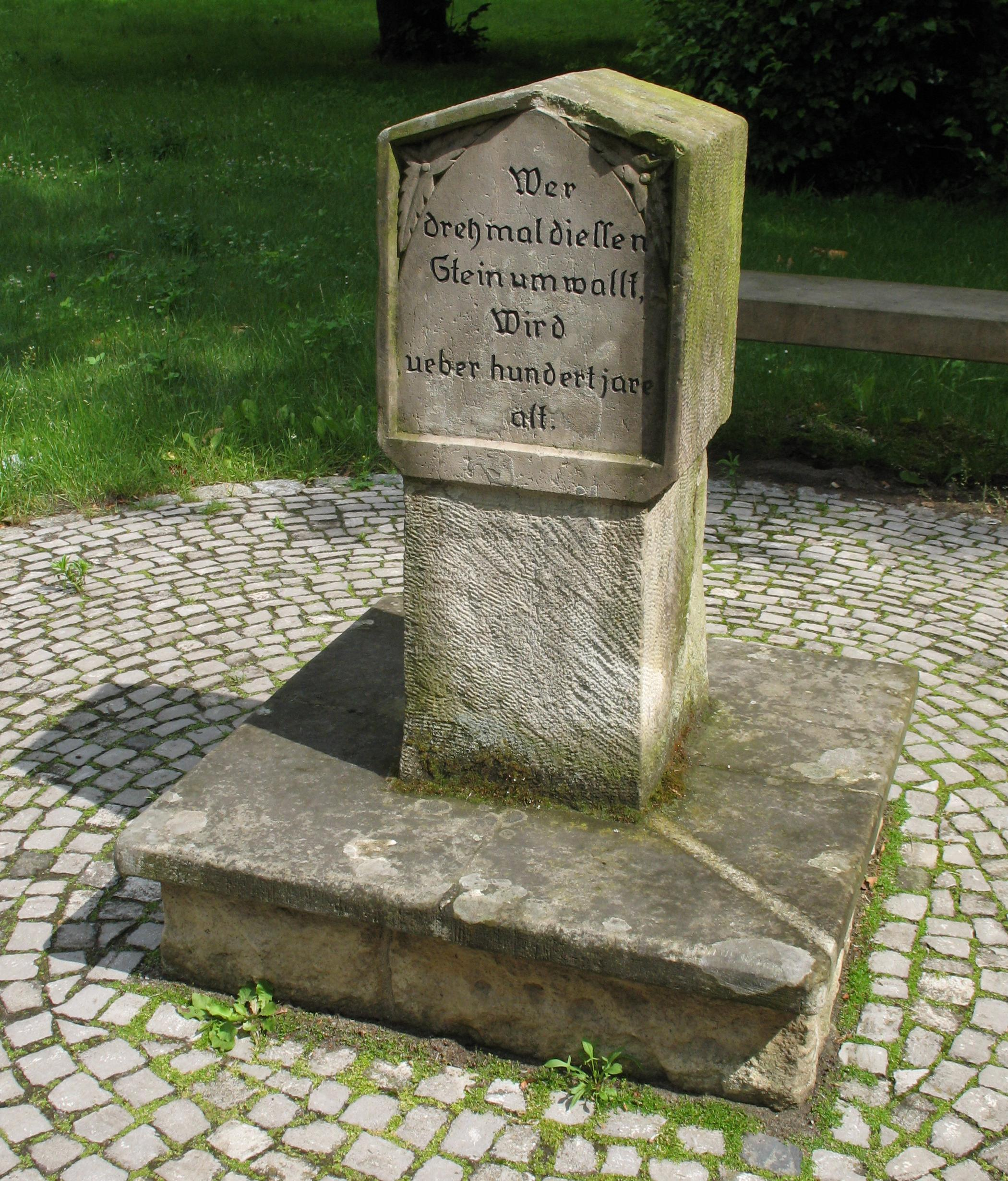
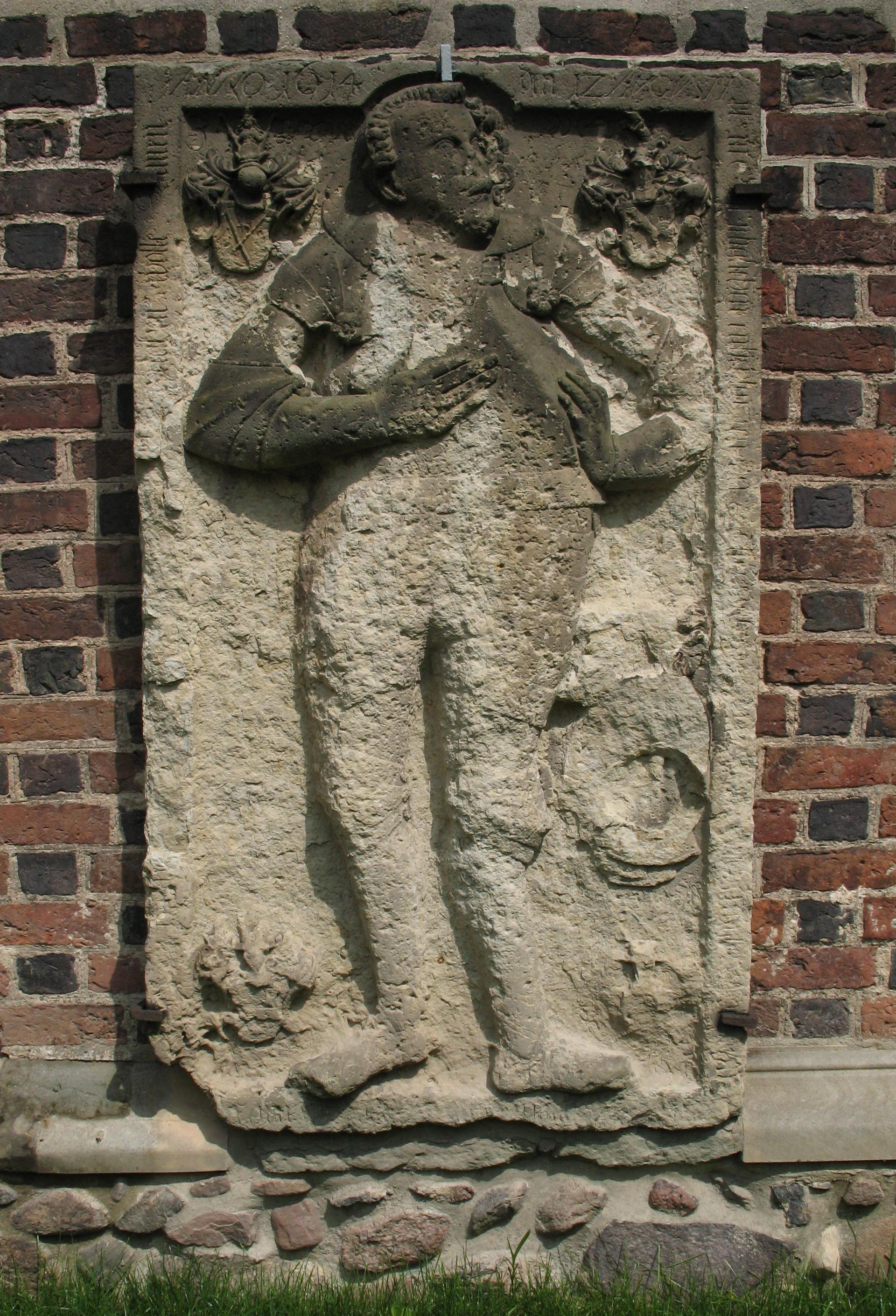
Эпитафия
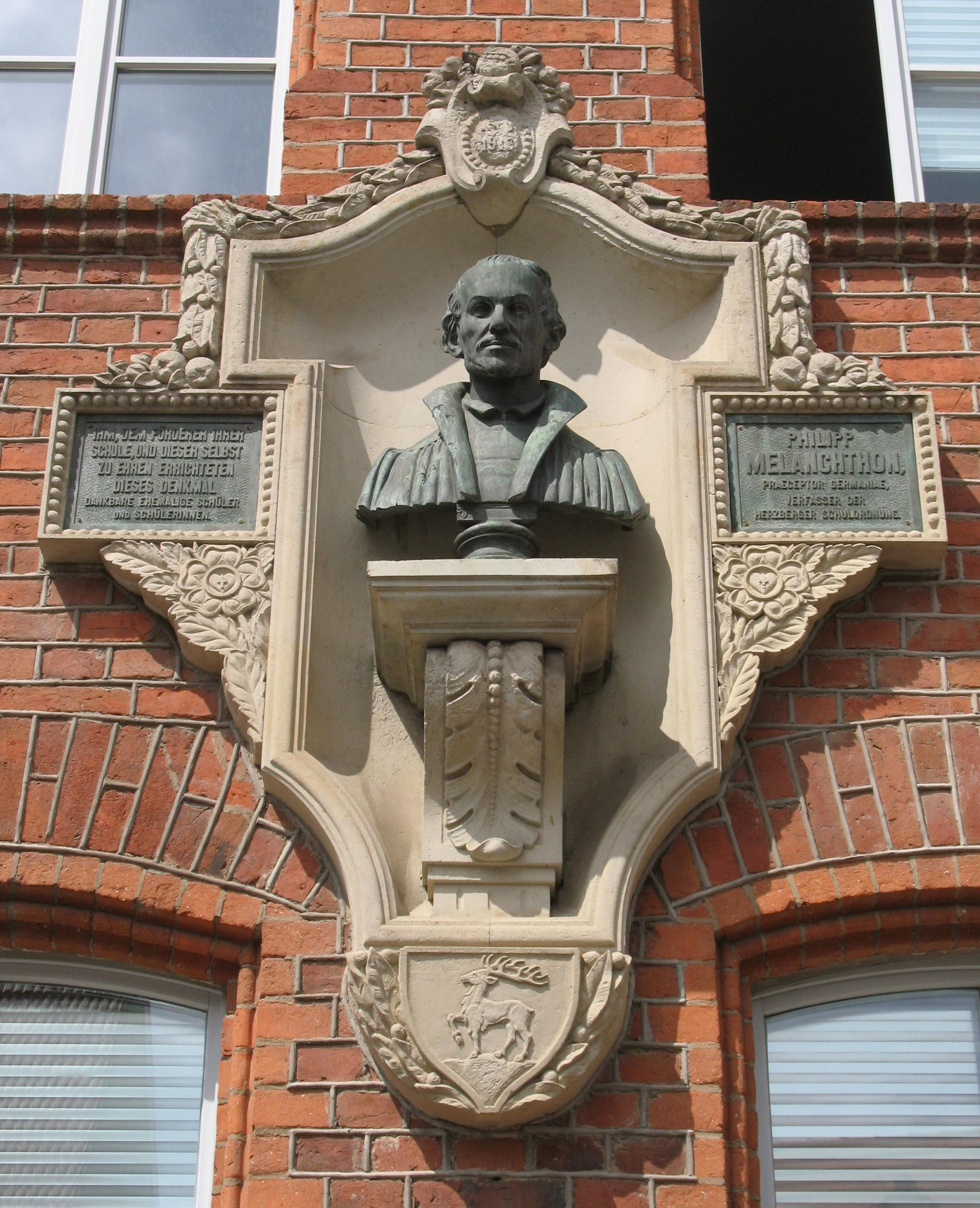
Филипп Меланхтон

### Архитектурные сооружения
- Церковь Святой Марии
- Католическая церковь
- Апостольская церковь
- Церковь Святой Екатерины
- Старая деревенская церковь в Старом Херцберге
- Ратуша
- Железная леди
- Гимназия им. Филиппа Меланхтона
- Водонапорная башня с обсерваторией
- Планетарий
- Городской парк с различными памятниками
- Ботанический сад и Вилла Маркс
- Парк и замок Грохвитц
- Добровольная пожарная служба
- Исторический центр города

### Парки
- Ботанический сад
- Зоопарк
- Городской парк
- Для туристов интересен Naturpark Niederlausitzer Heidelandschaft. Херцберг является отправной и целевой точкой различных велосипедных туров.

### Регулярные события
Каждый год, на майские выходные, проходит фестиваль «Herzberger Tierparkfest». А по сентябрям, сотни астрономов наблюдают за звёздами на фестивале «Herzberger Teleskoptreffen».

## Персоны
- Вернер Эрнст Мартин Яненш (1878—1969) — палеонтолог и геолог, родился в Херцберге.

### Связанные с Херцбергом личности
- Филипп Меланхтон (1497—1560) — реформатор, автор первых школьных правил Германии
- Иоганн Клай (1535–1592) — немецкий филолог
- Адам Хэрольд (1659—1711) — немецкий педагог и теолог
- Трауготт Август Сейффарт (1762—1831) — теолог
- Карл Паллас (1860—1933), пастор и местный историк